# Nedusia cuticulata
Nedusia cuticulata är en fjärilsart som beskrevs av Achille Guenée 1852. Nedusia cuticulata ingår i släktet Nedusia och familjen Uraniidae. Inga underarter finns listade i Catalogue of Life.